# Johann Heinrich Schürmann
Johann Heinrich Schürmann (* 2. Mai 1777 in Orsoy; † 21. Februar 1858 ebenda) war ein deutscher evangelischer  Lehrer und Heimatforscher in Orsoy.

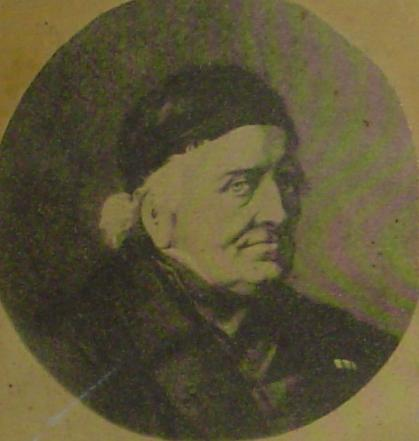
Bild von Johann Heinrich Schürmann (1777–1858), Postkarte vom Sippentreffen der Schürmanns 1936

## Leben und Wirken
Schürmann war der Sohn des Lehrers Johann Wilhelm Schürmann (* 1730 in Gevelsberg; † 1799 in Orsoy) und Dina Böbesner (* unbekannt; † 1816 in Orsoy).
Schürmann heiratete in erster Ehe eine Katharina (Nachname unbekannt).
In zweiter Ehe heiratete er Katharina Adelheid Roffhark (* 26. November 1787 in Orsoy; † 17. April 1845 ebenda). Aus der Ehe ging der Sohn Gustof Adolf Schürmann (* 22. Dezember 1812 in Orsoy; † 27. Dezember 1864 in Homberg) hervor, der ebenfalls Lehrer wurde.
Im Jahr 1794 wurde Schürmann Volksschullehrer in Orsoy. 1810 gründete Schürmann in Repelen gemeinsam mit Johann Jakob Ewich eine erste Lehrerkonferenz regionaler Volksschullehrer. Hierzu wurde beiden die Hochachtung des Superintendenten Wilhelm Ross zuteil – Zitat: "Ewich errichtete, in Verbindung mit dem wackeren Schullehrer Schürmann zu Orsoy, eine Konferenz mit den benachbarten Schullehrern, — diese Konferenz, oder vielmehr Schullehrer-Schule, hat viele schlafende Kräfte geweckt, und es ist aus ihr ein neues schönes Leben für die Schulen der dortigen Gegend hervorgegangen.".
Zudem wirkte Schürmann bei der Gründung des Moerser Lehrerseminar unter Leitung Adolph Diesterwegs im Jahr 1820 maßgeblich mit. Im Mai des gleichen Jahres führte er gemeinsam mit Wilhelm Ross eine Aufnahmeprüfung der ersten 14 Seminaristen durch. 1849 wurde Schürmann in den Ruhestand versetzt.

## Werke
- Altes und Neues aus Orsoy, Johann Heinrich Schürmann, Selbstverlag, Orsoy 1849